# Batalla de Seminara (1502)
La  batalla de Seminara del 25 de diciembre de 1502 tuvo lugar en las cercanías de la ciudad calabresa de Terranova entre las tropas francesas bajo el mando de Bérault Stuart d'Aubigny y las españolas lideradas por Hugo de Cardona, Manuel de Benavides y Antonio de Leyva, en el transcurso de la segunda guerra de Nápoles.
Los franceses derrotaron a los españoles, que se retiraron hacia las plazas de la costa sur italiana. Calabria quedó bajo el control del ejército francés.